# حضانة منفردة
كانت الحضانة المنفردة، بوجه عام، النوع التقليدي لحضانة الأطفال في نظر العديد من الناس في الماضي. لكن بدءًا من الثمانينيات، نالت الحضانة المشتركة قدرًا أكبر من الاستحسان. وفي الحضانة المنفردة، يحصل أحد الأبوين فقط على حق حضانة الطفل القانونية والفعلية.

## صور أخرى من الحضانة
- الحضانة بالتناوب يعيش الطفل/الأطفال في هذا النوع من الحضانة فترة من الوقت مع أحد الأبوين، ثم يقضي فترة مماثلة مع الآخر. وأثناء مكوث الطفل/الأطفال مع أحد الأبوين، يكون هو وحده مَن له السلطة عليه/عليهم.
- حضانة تردد الأبوين على الأبناء يتنقل الأبوان في هذا النوع من الحضانة من وإلى محل إقامة الطفل/الأطفال، ليصير مَن يتحمل عبء التنقل هو الأبوان وليس الطفل/الأطفال.
- الحضانة المشتركة يحصل كلا الأبوين في هذا النوع من الحضانة على حق الحضانة القانونية و/أو الحضانة الفعلية.
- الحضانة المنفصلة يحصل أحد الأبوين في هذا النوع من الحضانة على حق الحضانة الكاملة لبعض الأطفال، في حين يحصل الآخر على الحضانة الكاملة لبقية الأطفال.
- حضانة الطرف الثالث لا يمكث الأطفال في هذا النوع من الحضانة مع أبويهما البيولوجيين، وإنما يتولى طرف ثالث حضانتهم.